# Бенедикт Поляк

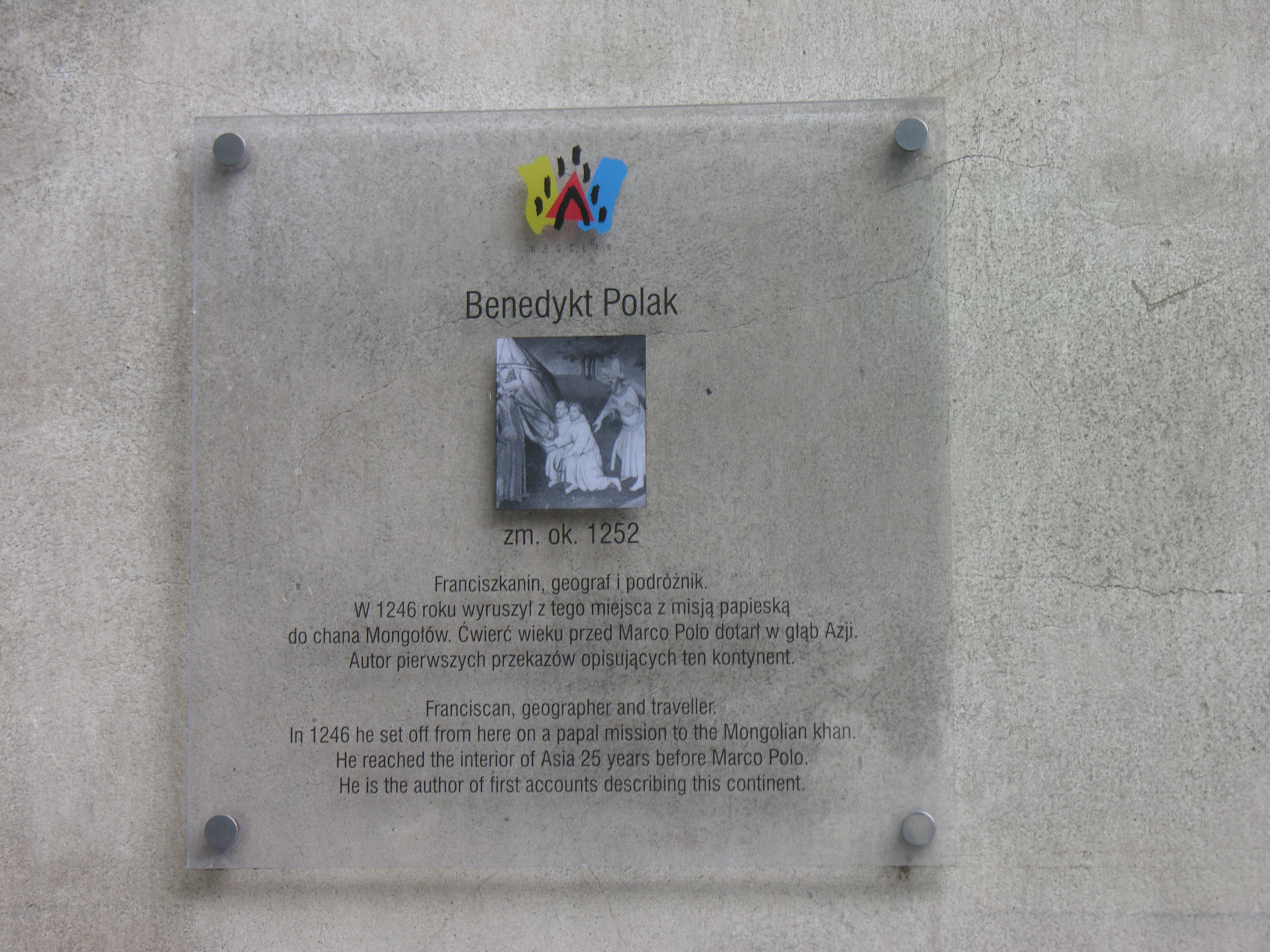
Мемориальная доска на площади Епископа Нанкера во Вроцлаве, установленная 11 декабря 2004 года властями Вроцлава и участниками I-й экспедиции по маршруту Бенедикта Поляка

Бенедикт Поляк (лат. Benedictus Polonus, пол. Benedykt Polak; ок. 1202 — ок. 1280) — польский францисканец, путешественник и исследователь.
Он сопровождал Джованни Плано де Карпини в его путешествии как посла Папы римского Иннокентия IV в Монгольскую империю в 1245—1247 годах.  Иннокентий IV поручил дипломатической миссии передать великому хану Монгольской империи письма, адресованными "царю и народу татар": "Dei patris immensa" от 5 марта и "Cum non solum" от 13 марта 1245 года. Это путешествие предшествовало путешествию Марко Поло. Бенедикт стал автором краткой хроники «О путешествии братьев меньших ("миноритов"-францисканцев) к татарам» (лат. De Itinere Fratrum Minorum ad Tartaros), опубликованной только в 1839 году в Париже д’Авезаком в IV томе серии «Recueil de Voyages» (и годом позже в Польше). В 1965 году учёными Йельского университета был опубликован труд XIII века польского францисканца Ц. де Бридиа «История татар» (лат. Historia Tartarorum), представляющий собой переработанный и сокращённый вариант произведения Бенедикта Поляка. Отчёт самого Бенедикта важен, так как он включает в себя копию письма великого хана к Папе.
О жизни монаха Бенедикта Поляка известно мало, кроме истории его путешествия. Он был опытным путешественником, хорошо разбирался в географии земель Руси и свободно говорил на нескольких языках, включая латынь, древнерусский, не исключено, что и по-монгольски. Бенедикт принял постриг в бенедиктинском монастыре во Вроцлаве около 1236 года. Здесь была первая остановка монаха Джованни Плано де Карпини после того, как он покинул миссию в Лионе 16 апреля 1245 года. Бенедикт был выбран сопровождать его в качестве переводчика, поскольку он имел познания в области древнерусского языка, а часть пути лежала через земли Древней Руси. В Ленчице Конрад I Мазовецкий наделил их подарками для великого хана, а именно мехами бобра и барсука.
Позднее он был свидетелем канонизации святого Станислава Щепановского в 1252 году. Также известно, что он стал настоятелем монастыря в Кракове либо в Иновроцлаве. Описание же своего путешествия Бенедикт создал во время и после возвращения в 1247 году. 
В 1989 году в рамкаха "Пректа гуманитарных экспедиций "Сафир" состоялась первая международная экспедиция по маршруту Плано Карпини/ Бенедикта Поляка под руководством Александра Юрченко https://ru.wikipedia.org/wiki/%D0%AE%D1%80%D1%87%D0%B5%D0%BD%D0%BA%D0%BE,_%D0%90%D0%BB%D0%B5%D0%BA%D1%81%D0%B0%D0%BD%D0%B4%D1%80_%D0%93%D1%80%D0%B8%D0%B3%D0%BE%D1%80%D1%8C%D0%B5%D0%B2%D0%B8%D1%87 , в 1991м году - вторая экспедиция, в составе экспедиции была французская журналистка Клер Симоно, и профессиональный фотограф из Эстонии. в 2002 году вышла книга Христианский мир и «Великая Монгольская империя», отчасти ставшая результатом экспедиций.
В 2004 году состоялась третья экспедиция по стопам Бенедикта Поляка. 4 августа 2007 года из Варшавы стартовала вторая, автомобильная экспедиция по стопам монаха, в состав которой входила и съёмочная группа во главе с режиссёром Ярославом Минковичем.

## Произведения
- О путешествии братьев меньших к татарам (De Itinere Fratrum Minorum ad Tartaros)
  - История татар Архивная копия от 8 апреля 2019 на Wayback Machine (Historia Tartarorum) — пересказ польского францисканца Ц. де Бридиа, перевод С. В. Аксёнова и А. Г. Юрченко, 2002[6]